# Clathromorphum
Clathromorphum  Foslie, 1898  é o nome botânico  de um gênero de algas vermelhas marinhas pluricelulares da família Hapalidiaceae, subfamília Melobesioideae.

## Sinonímia
- Antarcticophyllum (Marie Lemoine) M.L. Mendoza, 1976
- Neopolyporolithon W. Adey & Johansen, 1972

## Espécies
Atualmente apresenta 9 espécies taxonomicamente aceitas, entre elas:
- Clathromorphum compactum (Kjellman) Foslie 1898
- Lista de espécies do gênero Clathromorphum